# Bulharská hymna
Hymna Bulharska je píseň Mila Rodino (česky Drahá vlasti).

## Historie hymny
Slova písně Mila Rodino napsal bulharský student Cvetan Radoslavov v roce 1885, kdy se vydával do srbsko-bulharské války. Napsal také hudbu. Za dlouhá léta byla píseň mnohokrát modifikována. Státní hymnou Bulharského knížectví ani Bulharského království však nebyla. Státní hymnou Bulharské lidové republiky se píseň stala až roku 1964. Po roce 1990 byla z textu vypuštěna třetí sloka, která se svým obsahem obracela k Sovětskému svazu (s námi je Moskva) a ke komunistické straně.

### Předchozí bulharské hymny
První skutečně bulharskou hymnou (předtím se jako hymna používala píseň „Bože, Carja chrani!”), se stala pochodová píseň na lidovou notu „Šumi Marica” (hymna v letech 1886–1946). Paralelně s ní se používala „palácová” hymna „Химн на Н.В. Царя” (1908–1944). Šumi Marica se hrála ještě v letech 1946–1947. První hymnou Bulharské lidové republiky se roku 1947 stala píseň „Buď zdráva, republiko naše!”/ „Републико наша, здравей!”. Již roku 1957 ji vystřídala hymna Bulharské lidové republiky („Bălgarijo Mila”/„Българийо мила”), kterou složil a otextoval kolektiv autorů – text: Nikola Firnačiev, Mladen Isajev a Elisaveta Bagrjana, hudbu složili: Georgi Dimitrov (nejde o Jiřího Dimitrova), Georgi Zlatev-Čerkin a Svatoslav Obretenov.

## Text a překlad hymny

### Bulharský text
| Cyrilice | Latinka | MFA |
| Горда Стара планина, До ней Дунава синей, Слънце Тракия огрява, Над Пирина пламеней. Припев: Мила Родино, Ти си земен рай, Твойта хубост, твойта прелест, Ах, те нямат край. Паднаха борци безчет, За народа наш любим, Майко, дай ни мъжка сила, Пътя им да продължим. Припев | Gorda Stara planina, Do nej Dunava sinej, Slǎnce Trakija ogrjava, Nad Pirina plamenej. Pripev: Mila Rodino, Ti si zemen raj, Tvojta hubost, tvojta prelest, Ah, te njamat kraj. Padnaha borci bezčet, Za naroda naš ljubim, Majko, daj ni mǎžka sila, Pǎtja im da prodǎlžim. Pripev | [ɡɔr.d̪ɐ s̪t̪a.rɐ pɫɐ.n̪i.n̪a ǀ] [d̪o̝ n̪ɛj d̪u.n̪ɐ.vɐ s̪i.n̪ɛj ǀ] [s̪ɫɤ̞n̪.t͡sɛ t̪ra.k̟i.jɐ o̝g.rʲa̟.vɐ ǀ] [n̪at̪ pi.ri.n̪ɐ pɫɐ.mɛ.n̪ɛj ǁ] [pri.pɛf] [mi.ɫɐ rɔ.d̪i.n̪o̝ ǀ] [t̪i s̪i z̪ɛ.mɛn̪ raj ǀ] [t̪fɔj.t̪ɐ xu.bɔs̪t̪ ǀ t̪fɔj.t̪ɐ prɛ.lɛs̪t̪ ǀ] [ax ǀ t̪ɛ ɲ̪a̟.mɐt̪ kraj ǁ] [pad̪.n̪ɐ.xɐ bo̝r.t͡si bɛs̪.t͡ʃɛt̪ ǀ] [z̪ɐ n̪ɐ.rɔ.d̪ɐ n̪aʃ ʎu̟.bim ǀ] [maj.ko̝ ǀ d̪aj n̪i mɤ̞ʃ.kɐ s̪i.ɫɐ ǀ] [pɤ̞.t̪ʲɐ im d̪ɐ pro̝.d̪əɫ.ʒim ǁ] [pri.pɛf] |

Český překlad
Hrdá Stará planina,
u ní modrý Dunaj,
Slunce hřeje Thrákii
plamenem nad Pirinem.
Milá Vlasti,
jsi zemský ráj,
tvoje krása, tvá nádhera,
ach, nikde nekončí.
Bezpočet bojovníků padlo
za milovaný náš lid,
matko, dej sílu mužnou,
ať v jejich cestě pokračujeme.
(Poslední sloka se obvykle při oficiálních příležitostech vypouští.)

## Zrušená třetí sloka
Дружно братя българи,
с нас Москва е в мир и бой,
партия велика води,
нашият победен строй.
Družno bratja Bǎlgari,
S Nas Moskva je v mir i boj,
Patrija velika vodi,
Našijat pobeden stroj.